# الملاكم (أغنية)

الملاكم (بالإنجليزية: The Boxer) أغنية سجلها الثنائي الموسيقي الأمريكي «سيمون وغارفانكيل Simon & Garfunkel»، من ألبومهم الخامس «جسر فوق الماء العكر Bridge over Troubled Water» عام 1970. أنتج الأغنية الثنائي مع روي هالي، وصدرت كأغنية منفردة في 21 مارس 1969، ثم تم تضمينها في الألبوم بعد تسعة أشهر. كتب الأغنية بول سيمون، هي أغنية شعبية من موسيقى الروك تتخذ شكل رثاء من منظور ملاكم. كلمات الأغنية إلى حد كبير تمثل سيرة ذاتية ومستوحاة جزئيًا من الكتاب المقدس، وقد كُتبت في وقت شعر فيه سيمون أنه يتعرض لانتقادات غير عادلة، وتناقش كلمات الأغنية الفقر والوحدة. تشتهر الأغنية بلغتها الحزينة المحتجة، وخصوصًا عندما يغني الثنائي اللازمة المتكررة في الأغنية «لاي لا لاي»، مصحوبة بقرع طبول متردد.
بلغت الأغنية ذروتها في المرتبة السابعة على قوائم البيلبورد، وكان أداؤها جيدًا على المستوى الدولي، حيث احتلت المركز العاشر في المراكز العشرة الأولى في تسع دول، وبلغت ذروتها في هولندا  والنمسا  وجنوب أفريقيا  وكندا. صنفت مجلة رولينج ستون الأغنية رقم 106 في قائمتهم لأعظم 500 أغنية في كل العصور.

## الإعداد والتسجيل
استغرق تسجيل الأغنية أكثر من 100 ساعة. تم إجراء التسجيل في مواقع متعددة، بما في ذلك سانت بول تشابل (جامعة كولومبيا) في مدينة نيويورك واستوديوهات كولومبيا في ناشفيل. النسخة التي تم إصدارها في الأصل من غناء الثنائي تحتوي على لحن أساسي يعزفه في انسجام تام على جيتار كهربائي بدواسة، وتحتوي الأغنية أيضًا على هارمونيكا باس، تسمعها خلال المقطعين الثاني والأخير.
الأغنية لها إيقاع قرع طبول واحد فقط، ويتم عزفها خلال غناء «لاي لا لاي». إبتكر قارع الطبول هال بلين صوت الطبلة الذي يتردد بقوة بمساعدة المنتج روي هالي، الذي وجد مكانًا للطبول أمام مصعد في مكاتب كولومبيا. تم تسجيل قرع الطبول أثناء تشغيل الأغنية في سماعات رأس هال بلين، وفي إحدى المرات، حدثت مفاجأة كبيرة لحارس أمن كبير السن عندما خرج من المصعد واذهله طبول بلين المدوية. روى هال بلين عملية التسجيل وقال: «كنا هناك مع كل هذه الكابلات، والطبول، ومجموعة من سماعات الرأس، وعندما جاء غناء «لاي لا لاي» جعلني روي أنزل على الطبلة الخاصة بي بأقصى ما أستطيع من قوة، وأنا بجوار باب المصعد المفتوح، بدا الأمر وكأنه طلقة مدفع، وكان هذا هو مجرد نوع الصوت الذي كنا نبحث عنه».
قال بول سيمون بخصوص كلمات الأغنية: "لم يكن لدي أي كلمات، ثم قال الناس على اللازمة المتكررة في الأغنية «لاي لا لاي» إن المقصود بها "كذبة" لكنني لم أقصد ذلك حقًا، هذا ليس فشلًا في تأليف الأغاني، لأن الناس يحبون ذلك ويعتقدون فيه المعنى الكافي، وبقية الأغنية لديها ما يكفي من القوة والعاطفة، على ما أعتقد، لجعلها تسير، لذلك كل شيء على ما يرام.

## كلمات الأغنية
أنا مجرد ولد فقير I am just a poor boy
على الرغم من أن قصتي نادرا ما تروى Though my story's seldom told
تبددت كل مقاومتي I have squandered my resistance
لحفنة من الغمغمات For a pocketful of mumbles
هذه الوعود Such are promises
كل الأكاذيب والهراء All lies and jest
لا يزال يسمع الرجل ما يريد أن يسمع Still, a man hears what he wants to hear
ويتجاهل الباقي And disregards the rest
عندما غادرت منزلي وعائلتي When I left my home and my family
لم أكن أكثر من صبي I was no more than a boy
بصحبة الغرباء In the company of strangers
في هدوء محطة سكة حديد In the quiet of a railway station
يركض مفزوعًا Running scared
الاستلقاء والبحث في الأحياء الفقيرة Laying low, seeking out the poorer quarters
حيث يذهب الناس الممزقين Where the ragged people go
البحث عن الأماكن التي يعرفونها فقط Looking for the places only they would know
لاي لا لاي... Lie-la-lie
يسأل فقط عن أجر العامل Asking only workman's wages
لقد جئت أبحث عن وظيفة I come looking for a job
لكني لم أحصل على عروض But I get no offers
مجرد دعوات من عاهرات الجادة السابعة Just a come-on from the whores on Seventh Avenue
أعترف اني صادفت أوقات كنت فيها وحيدًا جدًا I do declare there were times when I was so lonesome
أخذت بعض الراحة هناك I took some comfort there
لاي لا لاي... Lie-la-lie
ارتدي ملابسي الشتوية Then I'm laying out my winter clothes
وأتمنى لو أعود And wishing I was gone
أعود إلى حيث أنتمي Going home
حيث شتاء مدينة نيويورك لا يستنزفني Where the New York City winters aren't bleeding me
يقودني Leading me
لأعود إلى حيث أنتمي Going home
في الساحة يقف ملاكم In the clearing stands a boxer
مقاتل بانجازاته And a fighter by his trade
هو وذكريات And he carries the reminders
كل قفاز قد طرحه أرضًا Of every glove that laid him down
أو أطاح به حتى يصرخ OR cut him 'til he cried out
في غضبه وخزيه In his anger and his shame
«سأرحل، سأرحل» "I am leaving, I am leaving"
لكن المقاتل يظل باقيًا But the fighter still remains

## وصلات خارجية
https://www.youtube.com/watch?v=kuXpUYXkArU الملاكم (أغنية)
https://www.songfacts.com/facts/simon-garfunkel/the-boxer الملاكم (أغنية) 